# Emilio Alonso Manglano
Emilio Alonso Manglano (Valence, 13 avril de 1926 - Madrid, 8 juillet de 2013), est lieutenant-général espagnol. Il est le père de l'espionnage espagnol. D'origine aristocratique et royaliste, il a dirigé entre 1981 et 1995 les services d'intelligence espagnols, le Centre Supérieur d'Information de la Défense (CESID, renommé CNI).Sa principale réussite fut de transformer l'armée franquiste en une armée démocratique. Il a aussi participé à la professionnalisation des services secrets en permettant l'entrée de civiles et femmes, et à la modernisation des installations avec la création du centre situé sur l'A6, maintenant siège de la CNI.
Fils du général de division Luis Alonso de Orduña, il entre à l'Académie générale militaire le 24 juillet 1944 et est promu les années suivantes. Il est diplômé numéro un du 57e. ª promotion de l'état-major général de l'armée. Il participe à la guerre d'Ifni et est chef d'état-major de la brigade parachutiste. En 1981, après la prise du Congrès par Tejero le 23 février ( coup d'État raté du 23-F ), Alonso Manglano prend le commandement de la Brigade Parachutiste d'Alcalá de Henares pour défendre l'ordre constitutionnel et la démocratie. Le 22 mai 1981, avec le grade de lieutenant-colonel, il est nommé directeur du Centre supérieur d'information de la défense (CESID), par le ministre de la Défense Alberto Oliart, après le coup d'État manqué du 23-F,. Peu de temps après, le complot des colonels, qui envisageaient un coup d'État à la veille des élections d'octobre 1982, qui donnerait la victoire aux socialistes, avorta. Ainsi commença une période de quatorze ans au cours de laquelle il réussit à éviter la régression et le coup d’État, faisant de l’armée une institution démocratique. On lui doit également d'avoir formé une nouvelle génération d'agents démocratiques et d'avoir favorisé la création d'une agence moderne comparable à l'environnement européen et américain, à vocation de transparence et ouverte sur le monde extérieur.
Parmi les réussites de l'agence, pendant le mandat d'Alonso Manglano se trouvent: l'établissement de relations de collaboration avec la OLP pour la lutte conte le terrorisme international, le rétablissement des relations avec l'Israël, l'élection de Madrid pour la Conférence de Paix de 17 octobre de 1997. Ainsi l'Espagne gagne en reconnaissance et en influence à l'international et s'affirme comme une nation démocratique,,.
En 1995, il est accusé d'avoir joué un rôle dans les écoutes téléphoniques illégales du CESID. Initialement reconnu coupable d'écoute illégale au siège de Herri Batasuna, il est acquitté en 1988,. Il démissionne, finalement, de son poste le 15 juin 1995 
Il meurt le 8 juillet 2013 à l'âge de quatre-vingt-sept ans à Madrid des suites d'un cancer.
Le 3 octobre 2021, le journal ABC publie les « Manglano Papers », une série de documents analysés et étudiés par les journalistes Juan Fernández-Miranda et Javier Chicote. Les documents étudiés font partie d'archives contenant des centaines de documents sur Manglano et son agenda personnel lors qu'il était directeur du CESID  entre 1981 et 1995. L'ensemble des archives a été révélé dans la biographie du lieutenant-général Manglano, intitulée «El jefe de los espías » (Roca, 2021), des mêmes auteurs.

## Écoutes illégales du CESID
L'affaire commence avec la destitution de Juan Alberto Perote, chef de l'unité opérationnelle du CESID, après la publication par la revue Tiempo de quelques photographies festives prises après la chute du dictateur roumain Ceacescu en décembre 1989. L'ancien agent a ensuite volé au CESID des documents photocopiés et des microfiches, qui sont publiés par le journal El Mundo et utilisés par l'ancien banquier Mario Conde. Cette fuite de document avait pour but de faire chanter le gouvernement de Felipe González.
En 1984, le général Manglano avait lancé un bureau d'écoute qui, à l'aide d'un puissant scanner, balayait les fréquences radios. Ce bureau d'écoute interceptait et enregistrait toutes les conversations téléphoniques mobiles. La personne chargée d'intercepter, d'enregistrer, d'écouter et de détruire était le colonel Perote. Celui-ci n'a pas suivi les instructions, il a intercepté des conversations qu'il n'avait pas le droit d'intercepter et ne les a pas détruites.
Cette affaire impliqua le CESId ainsi que son directeur. Dès lors, le général Manglano démissionne en 1995 tandis que l'enquête judiciaire se poursuit. Il fut jugé en mai 1999 par le Tribunal provincial de Madrid, une affaire qui a été rejugée en avril 2005 car la première décision fut déclarée nulle et non avenue par la Cour constitutionnelle en raison de la partialité des magistrat. Jugé de nouveau en avril 2005, il a été disculpé tandis que l'accusation contre Juan Alberto Perote se maintint.

## Vie personnelle et familiale
Il faisait partie d'une famille conservatrice de Valence, d'origine noble. Il était le fils de Luis Alonso de Orduña et Luisa Manglano Cucaló de Montull. Il était le troisième d'une famille de sept frères et sœurs, composé de deux garçons et de cinq filles. Dès son plus jeune âge, il avait une claire vocation de servir. Il hésita entre une carrière religieuse et une carrière militaire. Il choisit de suivre les traces de son père et d'entrer à l'Académie générale militaire en 1944. Il était très soutenu par Luis, son frère aîné et baron d'Almiserat, qui croyait au talent d'Emilio et à sa capacité à atteindre les plus hautes responsabilités.
Il entretenu une relation amoureuse avec l'aristocrate et politicienne Carmen Díez de Rivera. Le mariage tant attendu n'a pas eu lieu parce qu'Emilio ne voulait pas quitter l'armée et obtenir un emploi mieux payé dans le monde des affaires, comme l'exigeait le père de Carmen, le marquis de Llanzol.
En 1974, il épouse l'Américaine Susan Lord, qu'il rencontre alors qu'il étudiait le journalisme à Madrid, lors d'une réception à l'ambassade des États-Unis. Ils eurent deux enfants, Cristina et Santiago. Susan Lord était une interprète et assistante qui était très reconnue. De plus, ce sont ses enfants qui ont fourni le dossier personnel d'Emilio Alonso Manglano aux journalistes d'ABC, Fernández Miranda et Chicote.

## Décorations
Durant toute sa carrière, il obtient les décorations suivantes :
- Maître de Valence
- Croix-Rouge aéronautique
- Grand-Croix du Mérite Militaire
- Grande Croix de San Hermenegildo
- Récompense d'Isabelle la Catholique
- Grand Croix du Mérite d'Allemagne
- Officier de la Légion d'honneur en France
- Légion du mérite avec le grade de commandant aux USA
- Grand Fanfare de l'Ordre du Ouissam Alaouite du Royaume du Maroc
- Grand-Croix de l' Ordre José Cecilio del Valle de la République du Honduras